# Europawahl in den Niederlanden 1994
- GL: 1
- PvdA: 8
- D66: 4
- VVD: 6
- CDA: 10
- SGP/GPV/RPF: 2

Die Europawahl 1994 in den Niederlanden fand am 9. Juni 1994 im Rahmen der EU-weiten Wahl des Europäischen Parlaments statt. Die Niederländer wählten 31 der 567 Mitglieder des Europäischen Parlaments.

## Ergebnis
Die christdemokratische CDA konnte Position als stärkste Partei vor der sozialdemokratischen PvdA behaupten. Diese musste die größten Verluste aller Parteien erfahren. Sowohl die liberale VVD als auch die linksliberale D66 konnten mit deutlichen Zugewinnen die Plätze drei und vier für sich behaupten. Neben der gemeinsamen Liste der christlich-konservativen Parteien konnte auch GroenLinks ins Europaparlament einziehen. 
| Partei | Partei                                        | Fraktion     | Prozent | Sitze |
| ------ | --------------------------------------------- | ------------ | ------- | ----- |
|        | Christen-Democratisch Appèl (CDA)             | EVP          | 30,77   | 10    |
|        | Partij van de Arbeid (PvdA)                   | SOC          | 22,88   | 8     |
|        | Volkspartij voor Vrijheid en Democratie (VVD) | LDR          | 17,91   | 6     |
|        | Democraten 66 (D66)                           | LDR          | 11,66   | 4     |
|        | SGP-RPF-GPV                                   | fraktionslos | 7,81    | 2     |
|        | GroenLinks (GL)                               | Grüne        | 3,74    | 1     |
|        | De Groenen                                    | –            | 2,35    | –     |
|        | Socialistische Partij (SP)                    | –            | 1,34    | –     |
|        | Centrum Democraten (CD)                       | –            | 1,05    | –     |
|        | Een Betere Toekomst...                        | –            | 0,28    | –     |
|        | Ljist de Groen                                | –            | 0,21    | –     |